# U-2364
U-2364 je bila nemška vojaška podmornica Kriegsmarine, ki je bila dejavna med drugo svetovno vojno.

## Zgodovina
Posadka je 5. maja 1945 sama potopila podmornico v Geltingovem zalivu, da ne bi padla v zavezniške roke; po vojni so razbitino dvignili in razrezali.

## Poveljniki
| Poveljniki |                                    |               |                               |
| Št.        | Čin                                | Ime           | Poveljstvo                    |
| 1.         | Nadporočnik (Oberleutnant zur See) | Dieter Hengen | 14. februar 1945 - april 1945 |
| 2.         | Kapitanporočnik (Kapitänleutnant)  | Gerhard Remus | april 1945 - 5. maj 1945      |

## Tehnični podatki
| Kategorije                                    | Podatki         |
| --------------------------------------------- | --------------- |
| Teža (t): na površju pod površjem polna Teža  | 234 258 275     |
| Dolžina (m) - tlačni trup (m)                 | 34,68 - 26,0    |
| Širina (m) - tlačni trup (m)                  | 3,02 - 3,0      |
| Izpodriv (m)                                  | 3,66            |
| Višina (m)                                    | 7,7             |
| Moč (hp): na površju pod podvršjem            | 630 580         |
| Hitrost (vozlov): na površju pod podvršjem    | 9,7 12,5        |
| Doseg (milja/vozel): na površju pod podvršjem | 2.600/8 194/4   |
| Torpeda/Torpedne cevi                         | 2/2 (na premcu) |
| Posadka                                       | 14-18           |
| Maksimalni potop (m)                          | 180             |